# 링컨군 (뉴멕시코주)

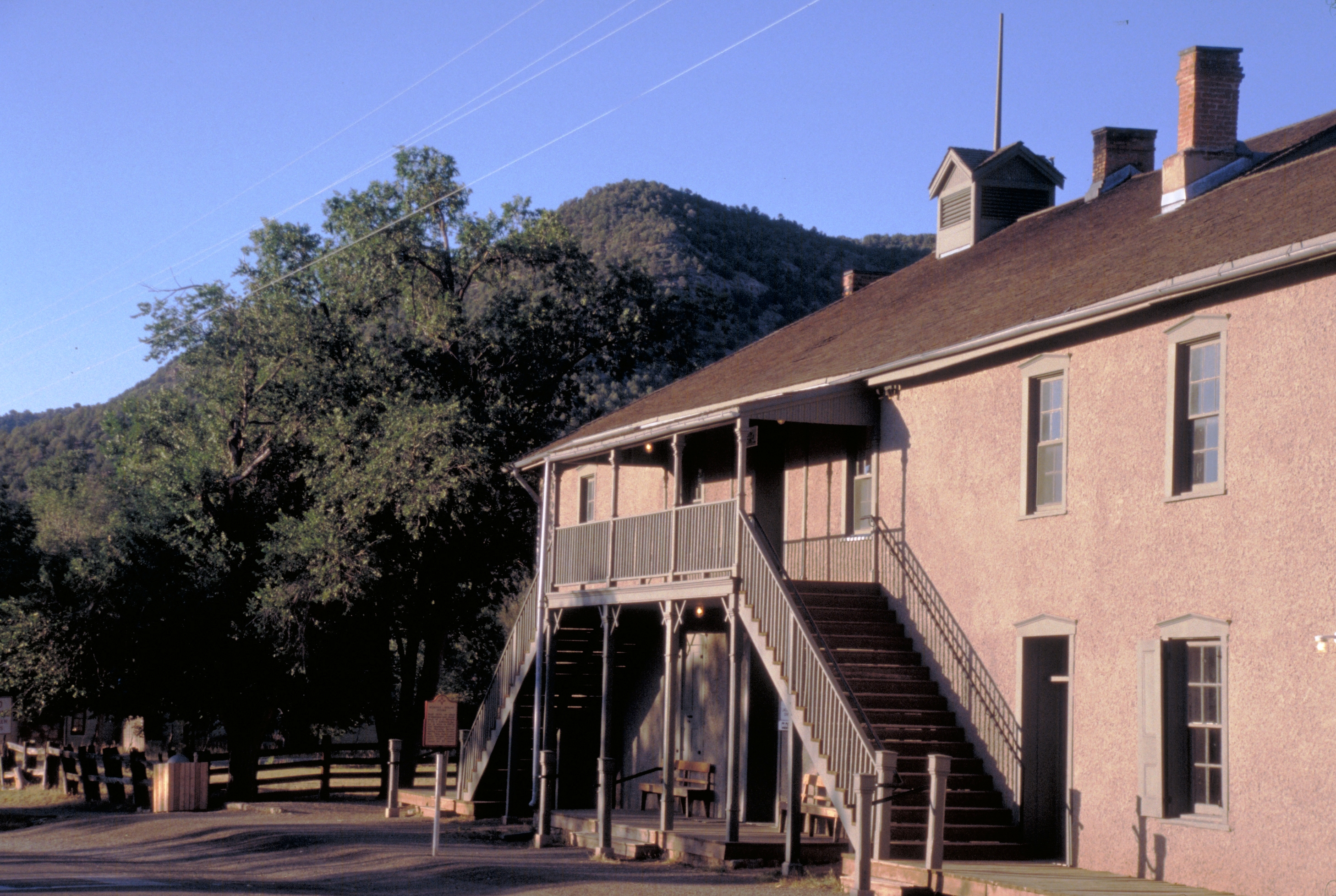
링컨군에 위치한 법원청사

링컨군(Lincoln County)은 미국 뉴멕시코주 남부에 있는 군이다. 2000년 현재, 인구는 19,411명이다. 군청 소재지는 카리조조이다.

## 지리
총면적은 12,513 km2(4,831 mi²)이다. 이 중 육지 면적은 12,512 km2(4,831 mi²)이고, 수면적은 1 km2(0 mi²)로, 수면적이 링컨 군 면적의 0.01 %를 차지한다.

## 인접하는 군
- 북쪽: 토랜스 군
- 북쪽: 과달루페 군
- 북동쪽: 데바카 군
- 동쪽: 차베스 군
- 남쪽: 오테로 군
- 남서쪽: 시에라군
- 서쪽: 소코로 군

## 인구
| 인구조사                                                      | 인구   | Note  | %±     |
| ------------------------------------------------------------- | ------ | ----- | ------ |
| 1910년                                                        | 7,822  |       | —      |
| 1920년                                                        | 7,823  |       | 0.0%   |
| 1930년                                                        | 7,198  |       | −8.0%  |
| 1940년                                                        | 8,557  |       | 18.9%  |
| 1950년                                                        | 7,409  |       | −13.4% |
| 1960년                                                        | 7,744  |       | 4.5%   |
| 1970년                                                        | 7,560  |       | −2.4%  |
| 1980년                                                        | 10,997 |       | 45.5%  |
| 1990년                                                        | 12,219 |       | 11.1%  |
| 2000년                                                        | 19,411 |       | 58.9%  |
| 2010년                                                        | 20,497 |       | 5.6%   |
| 2018 (추산)                                                   | 19,556 | [ 1 ] | −4.6%  |
| U.S. Decennial Census 1790–1960 1900–1990 1990–2000 2010–2016 |        |       |        |